# Біскарруес
Біскарруес (ісп. Biscarrués) — муніципалітет в Іспанії, у складі автономної спільноти Арагон, у провінції Уеска. Населення — 234 особи (2009).
Муніципалітет розташований на відстані близько 320 км на північний схід від Мадрида, 29 км на захід від Уески.
На території муніципалітету розташовані такі населені пункти: (дані про населення за 2009 рік)
- Біскарруес: 187 осіб
- Ерес: 26 осіб
- П'єдраморрера: 13 осіб
- Преса-дель-Гальєго: 2 особи

## Демографія
Динаміка населення (INE ):